# Mesquita de Tortosa
La Mesquita de Tortosa està ubicada al polígon Pla de l'Estació, entre les poblacions de Tortosa i Roquetes. Va ser inaugurada el divendres 21 de febrer de 2014, amb l'assistència d'Enric Vendrell, director general d'Afers Religiosos. A aquest acte també van ser-hi presents els alcaldes d'ambdues poblacions, així com representants del Bisbat de Tortosa i del Consell Evangèlic de Catalunya. Els dirigents musulmans explicaren que les comunitats que representen gaudeixen d'una gran diversitat, tant de procedència geogràfica com de pràctica religiosa, i que, malgrat les diferències, han volgut i han pogut trobar punts en comú fins a assolir l'èxit de la reubicació de la mesquita.